# Lucy Diggs Slowe
Lucy Diggs Slowe (4 de julio de 1885 – 21 de octubre de 1937) fue la primera mujer negra en servir como Decana de Mujeres en una universidad estadounidense y la primera Decana de Mujeres en la Universidad de Howard. Fue una de las 16 fundadoras originales de Alpha Kappa Alpha Sorority, Incorporated, la primera hermandad fundada por mujeres afroamericanas. Fue una de las nueve fundadoras originales de la hermandad en 1908 en la Universidad de Howard.   
Slowe también fue campeona de tenis y ganó el título nacional del primer torneo de la American Tennis Association en 1917, la primera mujer afroamericana en ganar un título deportivo importante. 

## Biografía
Lucy Diggs Slowe nació en Berryville, Virginia, hija de Henry Slowe y Fannie Porter Slowe. Su padre era operador de hotel. Después de que sus padres murieron cuando Lucy era joven, fue criada por su tía Martha Price en Lexington, Virginia. A los trece años, Lucy y su familia se mudaron a Baltimore, Maryland, donde asistió a la Escuela de Color de Baltimore. Se graduó en segundo lugar en su clase en 1904 de la Escuela Secundaria de Color de Baltimore.
Slowe fue la primera persona de su escuela en asistir a la Universidad de Howard, la mejor universidad históricamente negra de la nación, en un momento en que solo 1/3 del 1% de los afroamericanos y el 5% de los blancos de edad elegible asistía a cualquier universidad.
Lucy Diggs Slowe fue una de las nueve fundadoras originales de Alpha Kappa Alpha Sorority en la Universidad de Howard. Ella fue instrumental en la redacción de la constitución la hermandad.  También fue la primera presidenta del capítulo.

## Carrera educativa

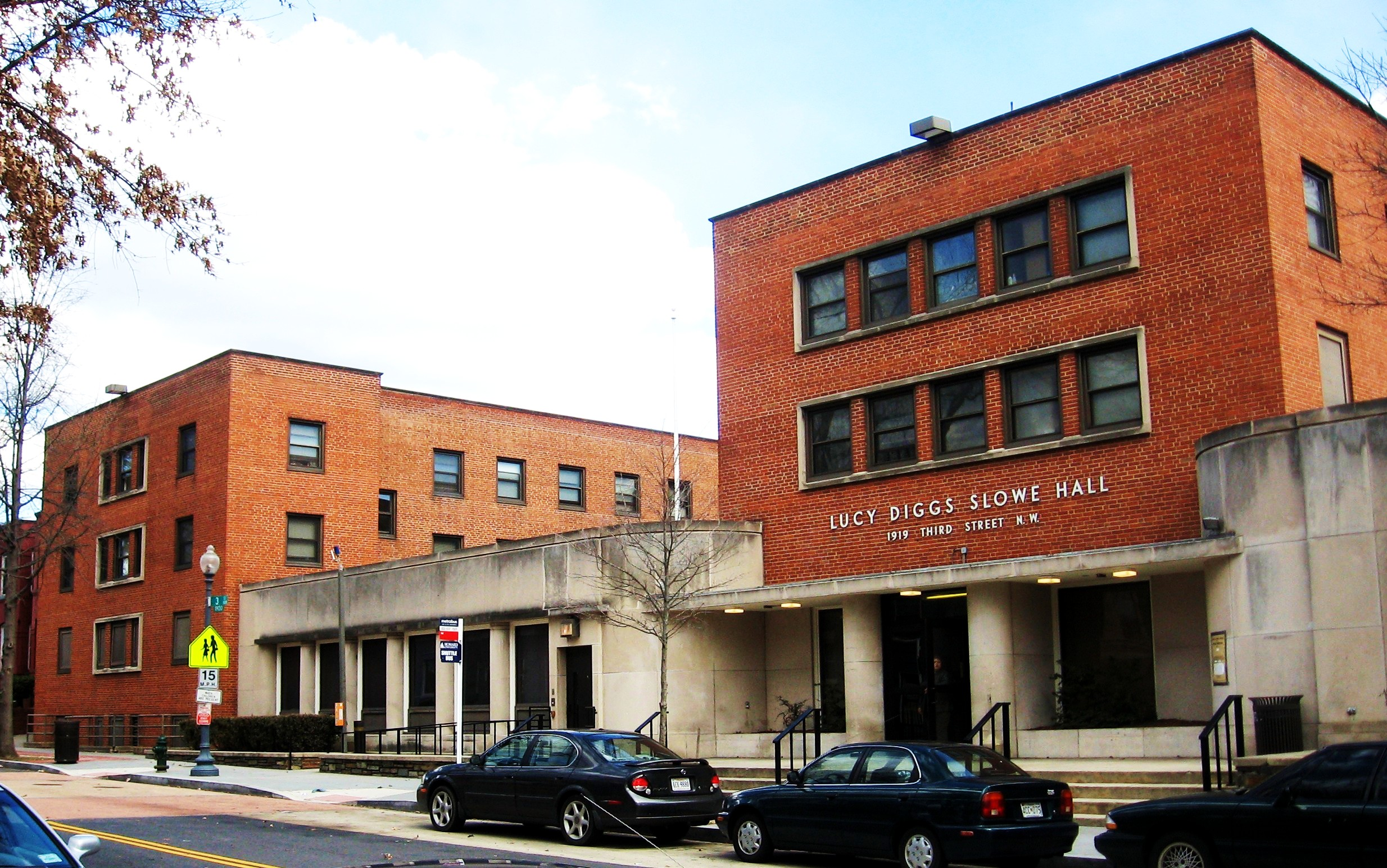
Una imagen actual de Slowe Hall. El edificio está ubicado en 3rd y T Street en el campus de la Universidad de Howard. El edificio fue diseñado por Louis Justement.

Después de graduarse en 1908, Slowe regresó a Baltimore para enseñar inglés en la escuela secundaria. Durante los veranos, comenzó a estudiar en la Universidad de Columbia en Nueva York, donde obtuvo su Maestría en Artes en 1915.
Después de obtener su maestría, regresó a Washington D. C. para enseñar. Debido a que el Distrito era administrado como parte del gobierno federal, los maestros afroamericanos en las escuelas públicas eran parte del servicio civil y pagaban en la misma escala que los europeos estadounidenses. El sistema atrajo maestros sobresalientes, especialmente para Dunbar High School, la escuela secundaria académica para afroamericanos. En 1919, el Distrito de Columbia le pidió a Lucy Slowe que creara la primera escuela secundaria en su sistema para negros y luego la nombró directora. Dirigió la escuela hasta 1922, creando la primera capacitación integrada en servicio para maestros de secundaria en el Distrito. 
En 1917, Slowe ganó el primer torneo de la American Tennis Association. Fue la primera mujer afroamericana en ganar un título deportivo importante.
En 1922, la Universidad de Howard seleccionó a Lucy Slowe como su primer Decana de Mujeres. Slowe fue la primera mujer afroamericana en ocupar ese puesto en cualquier universidad de los Estados Unidos. Slowe continuó sirviendo como administradora universitaria en Howard por el resto de su carrera, otros 15 años hasta su muerte. 
Para agrupar recursos, compartir conocimientos y construir colaboración, Slowe fundó la Asociación Nacional de Mujeres Universitarias, que dirigió durante varios años como primera presidenta, y la Asociación de Asesoras de Mujeres en Escuelas de Color . Ella sirvió como decana universitaria en la Universidad de Howard hasta su muerte el 21 de octubre de 1937. Slowe está enterrado en el Lincoln Memorial Cemetery en Suitland, Maryland .

## Honores

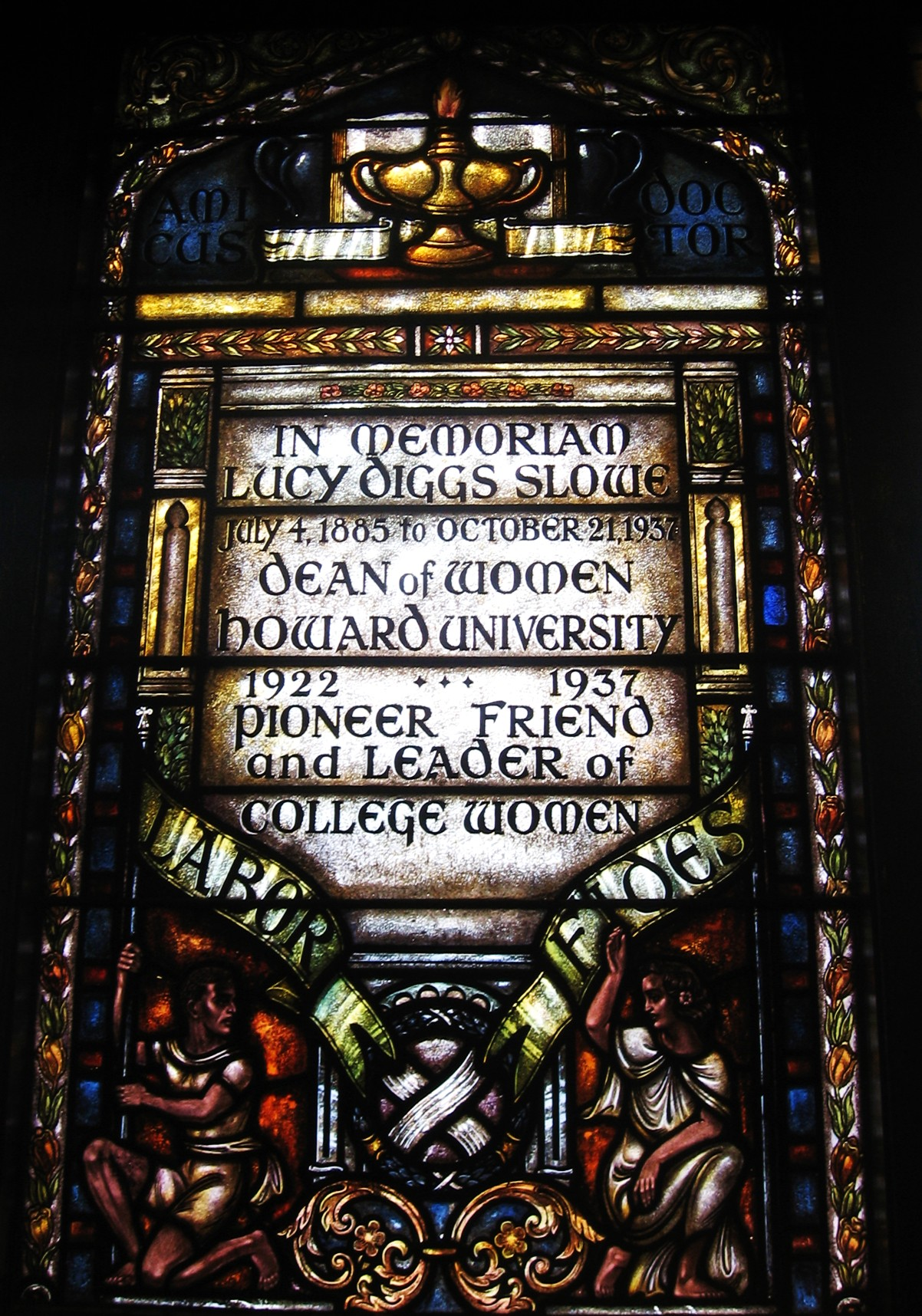
Ventana dentro de la capilla de Rankin en la Universidad de Howard.

- En 1942, el gobierno de los Estados Unidos construyó un dormitorio para albergar a las trabajadoras del gobierno afroamericanas, ya que las viviendas en la ciudad estaban muy pobladas debido a los nuevos trabajadores para el esfuerzo de guerra. Después de la Segunda Guerra Mundial, el gobierno transfirió el edificio a la Universidad de Howard para su uso como dormitorio. Nombrado como Lucy Diggs Slowe Hall en su honor, se abrió en 1943.[11]

Ubicado en 1919 Third Street, NW, el pasillo hoy es operado por Howard como residencia mixta.
- El Distrito de Columbia nombró una escuela primaria en el noreste de DC después de ella. (Cerró en 2008 y se volvió a abrir como una escuela autónoma llamada Mary McLeod Bethune).[2]
- En 1986, la 70.ª Convención de la Asociación Nacional de Mujeres Decanos, Administradoras y Consejeras reconoció formalmente las contribuciones de Slowe. Presentaron una placa dedicada a ella en su sede en Washington D. C.

- Lucy Diggs Slowe apareció entre las campeonas de la exposición Breaking The Barriers: The ATA and Black Tennis Pioneers, patrocinada por el Salón de la Fama del Tenis Internacional del 25 de agosto al 9 de septiembre de 2007.[13]

El 14 de abril de 2015, el proyecto First Street Tunnel nombró a su Tuning Boring Machine, "Lucy", en honor a Lucy Diggs Slowe. 
En 2017, el Departamento de Recursos Históricos de Virginia erigió un marcador histórico dedicado a Slowe en su ciudad natal de Berryville.

## Otras lecturas
- Carroll L.L. Miller, Anne S. Pruitt-Logan. Faithful to the Task at Hand: The Life of Lucy Diggs Slowe. SUNY Press, 2012.